# Sungai Lanang
Sungai Lanang is een bestuurslaag in het regentschap Musi Rawas van de provincie Zuid-Sumatra, Indonesië. Sungai Lanang telt 1149 inwoners (volkstelling 2010).